# Nuestro Padre Jesús (marcha procesional)

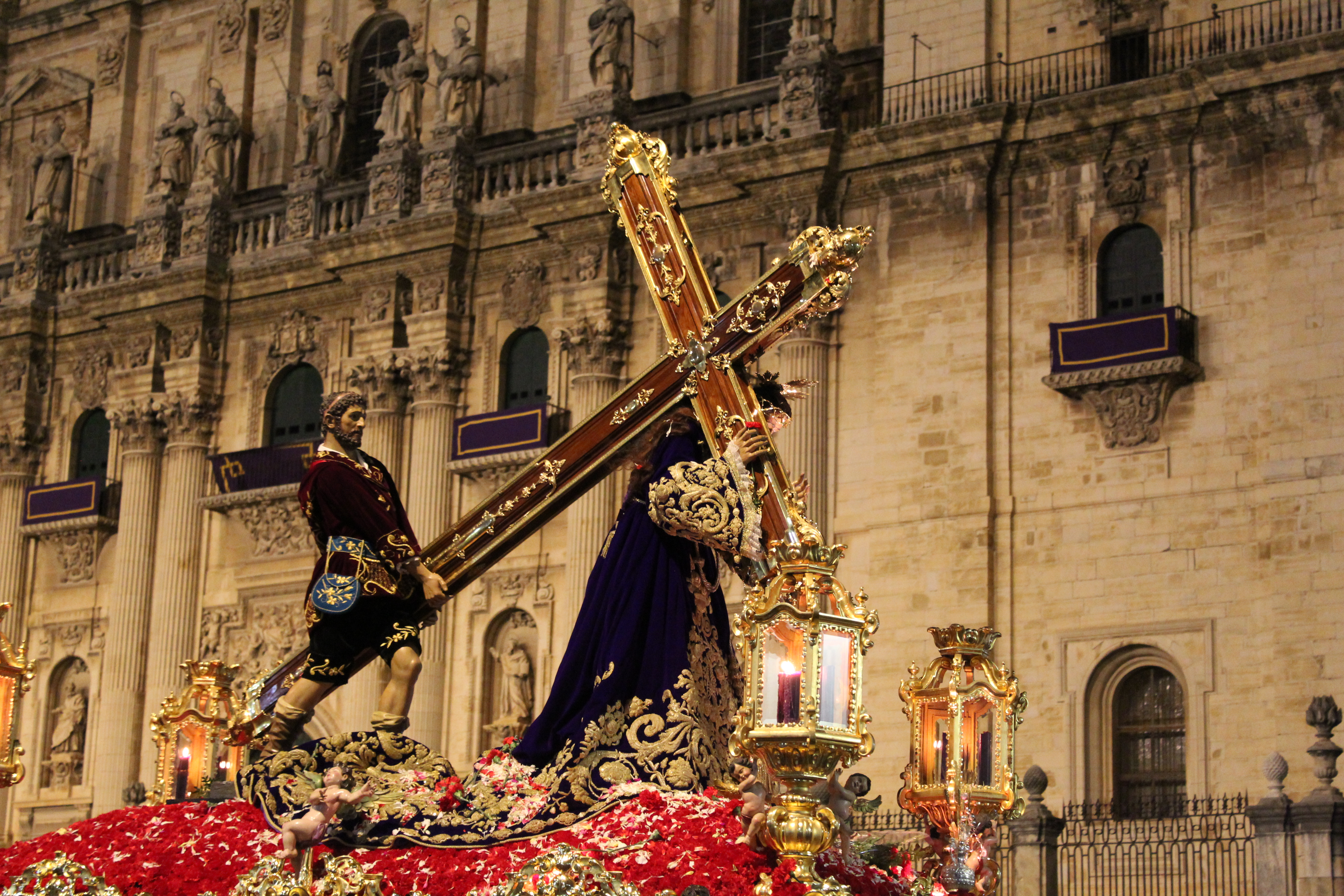
Nuestro Padre Jesús Nazareno a su paso frente a la Catedral de Jaén.

Nuestro Padre Jesús es una marcha procesional compuesta por Emilio Cebrián Ruiz en 1935. Dicha marcha fue compuesta siendo Emilio Cebrián Ruiz director de la Banda Municipal de Jaén efectuándose el estreno e María (Jaén)|plaza de Santa María]] de Jaén el 10 de noviembre de 1935. 
La marcha fue compuesta expresamente para Nuestro Padre Jesús Nazareno, conocido popularmente como "El Abuelo", perteneciente a la Antigua, Insigne y Real Cofradía de Nuestro Padre Jesús Nazareno y María Santísima de los Dolores de Jaén. Esta especial dedicación de la marcha a esta talla, que goza de una gran devoción, quedó reflejado cuando el autor decidió incluir parte del Himno a Jaén en la propia marcha.
En otras provincias como en Málaga es muy común que se toque en honor a Nuestro Padre Jesús Nazareno, así ocurre en Almogía, donde se toca en honor al sagrado titular de la Hermandad de Culto y Procesión de Nuestro Padre Jesús Nazareno, conocido también como "El Nuestro Padre". Igualmente ocurre en Alhaurín el Grande, donde la Banda de Música de la Real Hermandad de Nuestro Padre Jesús Nazareno la toca en honor a "Nuestro Padre Jesús", mientras los portadores de su trono de procesión lo depositan en el suelo y cantan alrededor del mismo el Himno a Nuestro  Padre Jesús Nazareno, letra compuesta por Loli Romero.

## Composición
Siendo Emilio Cebrián Ruiz director de la Banda Municipal de Jaén desde 1932 al haber ganado el concurso oposición celebrado al quedar vacante la plaza, el fabricano del paso de Nuestro Padre Jesús Nazareno de Jaén, D. Antonio Delgado, le pidió que compusiera una marcha procesional para el Señor, pues hasta ese momento durante la procesión tan sólo se interpretaban las marchas "Pobre Carmen" y "España llora". 
El  Viernes Santo de 1934, durante el trascurso de la procesión, el maestro Emilio Cebrián Ruiz abandonó momentáneamente su condición de director de la Banda Municipal para portar el paso de Nuestro Padre Jesús desde el “Cantón de la Ropa Vieja” al “Campillejo de Santiago”. Al salir de los faldones del paso, notablemente emocionado por la experiencia vivida con la imagen a cuestas de Nuestro Padre Jesús Nazareno, se abrazó al fabricano don Antonio Delgado y le aseguró que trasladaría lo vivido a una marcha procesional. Así, el maestro Emilio Cebrián Ruiz comenzó a componer la marcha dedicada a Nuestro Padre Jesús. La expectación que se creó en la ciudad en torno a la creación se acrecentó cuando la Banda Municipal comenzó a ensayar su interpretación siendo del agrado del pueblo de Jaén desde estos primeros ensayos.
Posteriormente, para dejar constancia de la ligazón de la marcha con la imagen de Nuestro Padre Jesús Nazareno y la ciudad de Jaén el maestro Emilio Cebrián Ruiz decidió incorporar algunas estrofas del Himno a Jaén que él mismo había compuesto tomando como base la letra del "Canto a Jaén" escrito por don D. Federico de Mendizábal en 1932.
Al existir una disposición legal que impedía la inscripción el registro de la propiedad de una marcha con advocación específicamente religiosa, en principio se registró con el nombre de “El Abuelo. Marcha fúnebre”. Posteriormente el maestro Emilio Cebrián Ruiz cambiaría su denominación por la actual  “Nuestro Padre Jesús Nazareno. Marcha de procesión”
Está compuesta sobre varios motivos populares andaluces, incluido el Himno a Jaén del propio compositor, constando de fanfarria, tema principal, fuerte de bajos, puente y trío. Está escrita para plantilla habitual de banda de música (flauta travesera, clarinete, oboe, requinto, saxofón alto, saxofón tenor, saxofón barítono, trompeta, fliscorno, trompa, trombón, tuba y percusión). Tiene una duración de entre 9-10 minutos los cuales se derivan de que al llegar al final, se regresa Da Capo hasta antes de comenzar la segunda introducción la cual desemboca en la famosa coda, compuesta por el Himno a Jaén, aun así, es raro oírla entera por su extensión, por lo que las bandas, al llegar al último compás dan por finalizada la marcha.
Nuestro Padre Jesús es, sin duda alguna la marcha más universal en España, siendo considerada por expertos la obra cumbre de la Música Procesional de nuestro país, estando presente en los atriles de bandas de toda la geografía nacional. Es por ello que ha sido grabada por numerosas bandas y es interpretada asiduamente en las procesiones de Semana Santa de toda España como las de Castilla-La Mancha, Murcia, Andalucía, Extremadura, Madrid, Canarias y Comunidad Valenciana.